# Zeuctoboarmia translata
Zeuctoboarmia translata är en fjärilsart som beskrevs av Louis Beethoven Prout 1915. Zeuctoboarmia translata ingår i släktet Zeuctoboarmia och familjen mätare. Inga underarter finns listade i Catalogue of Life.